# Grootsnavelzaadkraker
De grootsnavelzaadkraker (Sporophila maximiliani synoniem: Oryzoborus maximiliani) is een vogelsoort uit de familie Thraupidae (tangaren). Het is een bedreigde vogelsoort in het noorden van Zuid-Amerika.

## Kenmerken
De vogel is 14,5 tot 16,5 cm lang. Het is een middelgrote soort vinkachtige met een lange staart en een enorme, dikke snavel. Het mannetje is geheel zwart met een vage blauwe glans. Op de handpennen zit een witte vlek. De ogen zijn donker en de snavel is ivoorkleurig wit. De poten zin zwart. Het vrouwtje is warm bruin van kleur, van boven donkerder en van onder meer neigend naar licht roodbruin. De vleugels en de staart zijn weer donkerder bruin.

## Verspreiding en leefgebied
De soort telt twee ondersoorten:
- S. m. magnirostris: Trinidad en oostelijk Venezuela; van westelijk Guyana en oostelijk Frans-Guyana tot noordelijk Brazilië.
- S. m. maximiliani: centraal en oostelijk Brazilië.

Het leefgebied is nogal versnipperd en bestaat uit struikgewas langs rivieren, zoetwatermoerassen en struikvormige opslag in heuvelland tot op een hoogte van 1000 m boven zeeniveau.

## Status
De grootsnavelzaadkraker heeft een beperkt verspreidingsgebied en daardoor is de kans op uitsterven aanwezig. De grootte van de populatie is niet vastgesteld. De populatie-aantallen nemen af door vangst voor de kooivogelhandel en door habitatverlies. Om deze redenen staat deze soort sinds 2017 als bedreigd op de Rode Lijst van de IUCN.